# Schley (Wisconsin)
Schley – miasto w Stanach Zjednoczonych, w stanie Wisconsin, w hrabstwie Lincoln.